# Бураго, Дмитрий Юрьевич
Дмитрий Юрьевич Бураго (род. 1964) — российский и американский математик.
Является членом Санкт-Петербургского математического общества и редколлегии журнала ERA Американского математического общества.

## Биография
Родился 17 мая 1964 года, сын математика Ю. Д. Бураго.
Обучался в ФМШ № 45 при ЛГУ, потом в Ленинградском университете у Анатолия Моисеевича Вершика, окончил математико-механический факультет в 1986 году. В 1991 защитил диссертацию на соискание степени кандидата физико-математических наук.
Работал в Санкт-Петербургском отделении математического института им. Стеклова РАН. 
В настоящее время — профессор математики университета штата Пенсильвания. 
Кроме математики, занимается живописью, пишет стихи и эссе.

## Книги
- Dmiti Burago, Yuri Burago and Sergei Ivanov: A Course in Metric Geometry, American Mathematical Society 2001
  - Бураго Д. Ю., Бураго Ю. Д., Иванов С. В. Курс метрической геометрии. — М., Ижевск: Институт компьютерных исследований, 2004, 2004. — 512 с. — ISBN 5-93972-300-4.
- Дмитрий Бураго. Гладиатор. — СПб.: Астерикон, 2016. — 248 с. — 1000 экз. — ISBN 978-5-00045-412-1.

## Признание
- Приз Санкт-Петербургского математического общества, 1992 год.
- Премия Стила (2014 год) за учебник по метрической геометрии написанный совместно с отцом и С. В. Ивановым.
- Приглашённый докладчик на Международном и Европейском конгрессах математиков.